# لنه ترپ
لنه ترپ (انگلیسی: Lene Terp؛ زادهٔ ۱۵ آوریل ۱۹۷۳) بازیکن فوتبال اهل دانمارک است.
از باشگاه‌هایی که در آن بازی کرده‌است می‌توان به باشگاه فوتبال فولام، باشگاه فوتبال ادنسه، باشگاه فوتبال وایله بلدکلوب، و باشگاه فوتبال زنان فولام اشاره کرد.
وی همچنین در تیم ملی فوتبال زنان دانمارک بازی کرده‌است.